# Duvel

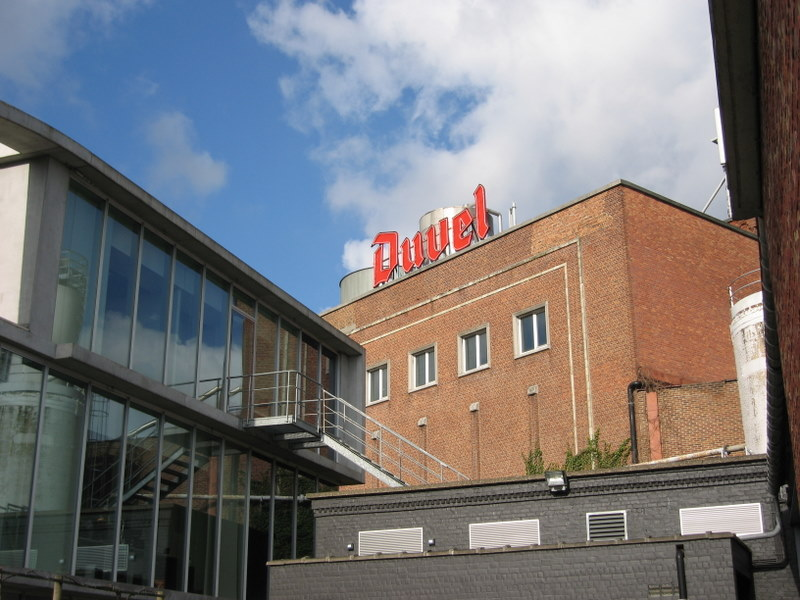
Duvel tillverkas av bryggeriet Duvel Moortgat

Duvel [ˈdʏːvəl] är ett belgisk överjäst gyllenfärgat öl av aletyp, med 8,5 procents alkoholhalt. Smaken beskrivs av kännare som ganska fyllig, den har fin syrlighet och markerad beska.
Duvel är resultatet av den belgiske bryggaren Albert Moortgats försök 1918 att brygga belgiskt öl med en jästsort som han kommit över under en resa i Skottland. Vid en provsmakning beskrevs resultat som en "djävul" (duivel eller, numera oftast dialektalt, duvel på nederländska). Sedan 1923 marknadsförs ölet under just namnet Duvel (dessförinnan hette det segeröl, till minne av första världskriget).